# Above Diamond

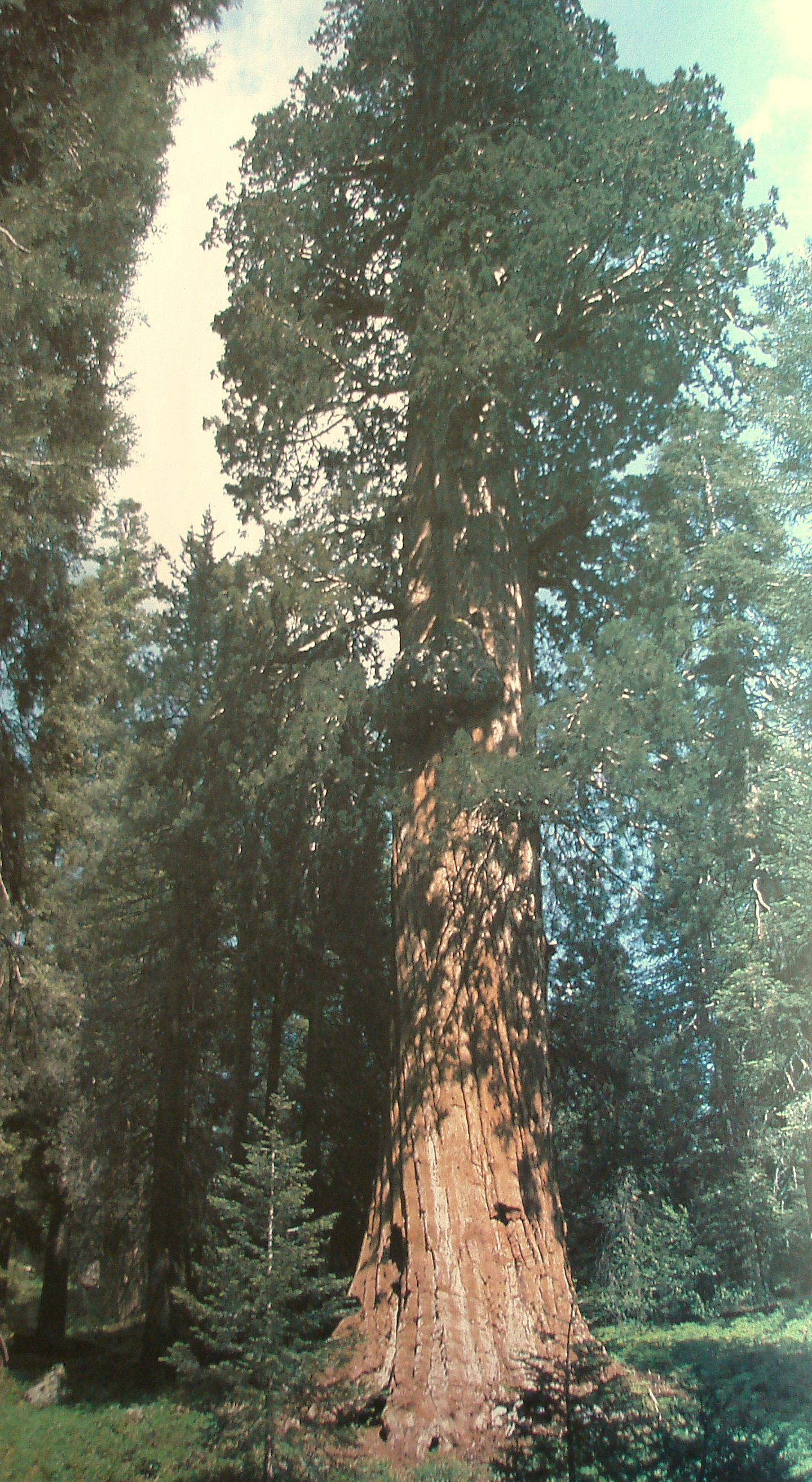
Acima de Diamond, a segunda maior árvore de Atwell Mill Grove

Above Diamond, também conhecida pela abreviatura AD, é uma sequoia gigante localizada dentro do Atwell Mill Grove do Parque Nacional Sequoia, Califórnia. Os naturalistas Dennis Coggins, Wendell D. Flint e Michael M. Law nomearam a árvore "Above Diamond" em homenagem a Diamond, uma sequoia gigante localizada logo abaixo da árvore. É a segunda maior árvore em Atwell Mill Grove, a 24ª maior sequoia gigante do mundo, e pode ser considerada a 23ª maior, dependendo da gravidade da atrofia de Ishi Giant durante o grande incêndio em 2015.

## Descrição
Above Diamond está localizada à 1,05 km a  noroeste de Mineral King Road e 480 metros a nordeste de Diamond, exigindo um bom trecho de caminhada em subidas para alcançar qualquer uma das árvores.

## Dimensões
| Altura acima da base | 73,9 metros |
| Circunferência       | 30,2 metros |
| Tronco volume        | 983 m3      |